# 나비파

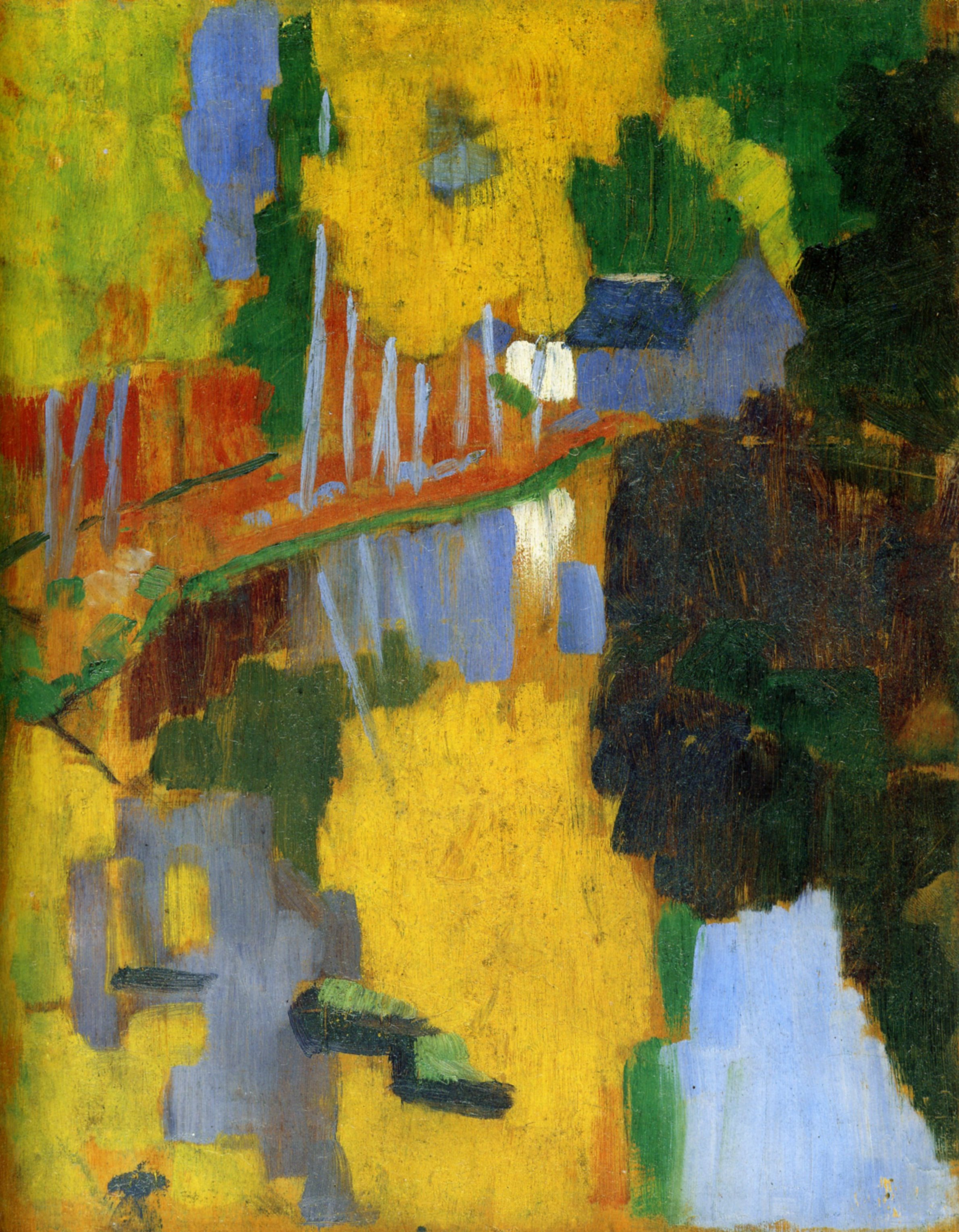
최초의 나비파 회화인 폴 세뤼지에의 《부적》(Le Talisman), 1888년, 목판에 유화, 오르세 미술관, 파리

나비파(Nabis 派, 프랑스어: les nabis)는 고갱에게 영향을 받은 폴 세뤼지에(Louis-Paul-Henri Sérusier, 1863~1927)가 파리의 젊은 화가들을 모아 이룬 집단이다. 인상주의에 염증을 느낀 젊고 반항적인 화가들이 주였다.
히브리어로 예언자라는 의미인 ‘나비’는 자신들의 미술이 과거의 종교의 기능을 대신한다는 뜻으로 시인 카자리스(Henri Cazalis)가 붙였다. 나비파의 대부분은 파리의 콩도르쎄 고등학교와 세뤼지에가 간사로 있던 아케데미 쥘리앙을 다니던 이들이었다. 반항적인 젊은이였던 이들은 보라리 가(街)의 카페에 모여 고갱의 작품경향을 토론하였고 제식적인 저녁식사를 가졌으며 세뤼지에의 작업실을 ‘사원’으로 불렀다. 인상파가 말 그대로 자연의 인상 - 미묘한 색채 - 을 분석해 묘사하는 것이라면 나비파는 작가 자신의 내면을 분석하여 화면을 완성해 나아갔다. 그렇기 때문에 나비파 작품 안의 형태나 색채는 현실과는 상관없이 작가의 해석으로 좌우됐다. 하지만 1900년 이후 나비파의 화가들은 나비파라는 흐름 속에서도 자신만의 강한 개성을 가지고 있었기 때문에 시간이 지남에 따라 교류가 줄어들었고, 1903년 나비파를 후원해 주던 〈라르뷔 블랑슈(La Revue Blanche)〉가 폐간되자 해체되었다.

## 일원
- 피에르 보나르
- 모리스 드니
- 아리스티드 마욜
- 폴 랑송
- 케르 자비에 루셀
- 폴 세뤼지에
- 펠릭스 발로통
- 에두아르 뷔야르

## 같이 보기
- 오딜롱 르동